# Yannick Dalmas
Yannick Paul Dalmas (Le Beausset, 28 luglio 1961) è un ex pilota automobilistico francese che ha disputato 49 Gran Premi di Formula 1 tra il 1987 ed il 1994. Ha colto i suoi maggiori successi nelle corse endurance, vincendo quattro edizioni della 24 Ore di Le Mans.

## Carriera

### Inizi e Formule minori (1982-1987)
Cresciuto nei pressi del circuito Paul Ricard di Le Castellet, Dalmas si interessò alle competizioni motoristiche sin dall'adolescenza, iniziando la propria carriera nel motociclismo. In seguito ad un incidente che gli provocò una ferita ad una gamba, Dalmas decise di passare alle competizioni su quattro ruote, vincendo l'iniziativa Marlboro cherche un pilote nel 1982 e assicurandosi la possibilità di partecipare, nel 1983, al campionato francese di Formula Renault con una sponsorizzazione della Marlboro. La prima stagione in monoposto si chiuse con risultati positivi: Dalmas finì la stagione al terzo posto e vinse tre gare. L'anno successivo il pilota francese si aggiudicò la vittoria del campionato, con sette vittorie.
Ingaggiato dal team Oreca per competere nel campionato di F3 francese nel 1985, Dalmas disputò un'altra buona stagione, chiudendo il campionato in seconda posizione alle spalle del più esperto compagno di squadra Pierre-Henri Raphanel. L'anno seguente il pilota francese vinse il titolo, conquistando 6 vittorie su 11 gare e imponendosi anche nell'evento di supporto al Gran Premio di Montecarlo di Formula 1. Sempre nel 1986 Dalmas partecipò anche al Gran Premio di Macao, concludendolo in quinta posizione, e ad una gara del campionato di Formula 3000, al quale si dedicò interamente nel 1987.
La stagione fu piuttosto altalenante: nella seconda gara in programma, disputata sul circuito di Vallelunga, Dalmas fu protagonista di un brutto incidente, che lo costrinse a saltare l'appuntamento successivo; nel prosieguo del campionato il pilota francese vinse due gare, risultando spesso molto veloce e chiudendo la stagione al quinto posto assoluto.
I buoni risultati nelle formule minori gli valsero l'appellativo di "Nuovo Alain Prost" e la possibilità di debuttare in Formula 1 nelle ultime gare della stagione 1987.

### Formula 1 (1987-1990)
Favorevolmente impressionato dai risultati di Dalmas, Gérard Larrousse decise di schierare una seconda vettura per lui nelle ultime tre gare del Campionato mondiale di Formula 1 1987, dopo aver disputato tutta la stagione con una sola monoposto affidata a Philippe Alliot. Il pilota francese giunse al traguardo in tutte e tre le occasioni, chiudendo addirittura in sesta posizione (diventata poi quinta grazie alla squalifica della Lotus di Ayrton Senna) l'ultima gara della stagione, il Gran Premio d'Australia. Non gli furono tuttavia attribuiti punti, poiché la Larrousse aveva iscritto al campionato una sola vettura.
Grazie ai buoni risultati ottenuti Dalmas fu confermato dalla scuderia francese anche per il 1988, sempre al fianco di Alliot. Dopo un ritiro nel primo appuntamento in Brasile, il pilota francese disputò una buona gara a Monaco, tagliando il traguardo in settima posizione dopo essersi conteso l'ultimo posto a punti con Riccardo Patrese e aver fatto segnare il quarto giro più veloce in gara. Dalmas mancò la qualifica nel Gran Premio del Canada, dove poté effettuare solo pochissimi giri a causa della mancanza di pezzi di ricambio, per poi conquistare un altro settimo posto nel rocambolesco Gran Premio degli Stati Uniti, disputato sul circuito cittadino di Detroit. Tuttavia, prima del Gran Premio del Giappone Dalmas accusò problemi di salute, dovendo saltare le ultime due gare della stagione per via di una legionellosi.
Nonostante ci fossero dubbi sul suo effettivo recupero, Dalmas fu confermato dalla Larrousse per la stagione 1989, ma le sue prestazioni peggiorarono decisamente e, dopo cinque mancate qualifiche nelle prime sei gare, fu sostituito da Éric Bernard. Dalmas ritornò in pista dopo una sola gara di sosta, prendendo il posto di Joachim Winkelhock alla AGS, ma non riuscì mai a superare le prequalifiche.
Rimasto nella piccola scuderia francese anche per il 1990, Dalmas continuò a ottenere risultati deludenti, qualificandosi in appena cinque occasioni e venendo classificato al traguardo solo nel Gran Premio di Francia (17º) e nel Gran Premio di Spagna, che chiuse in nona posizione (miglior risultato per la squadra in quella stagione).

### Dopo la Formula 1 (1991-2002)
Dopo le ultime due deludenti stagioni in Formula 1 nel 1991 Dalmas fu ingaggiato dalla Peugeot per disputare il Campionato Mondiale Sportprototipi al fianco di Keke Rosberg al volante della nuova Peugeot 905. La prima stagione fu caratterizzata da diversi problemi di affidabilità, che relegarono la coppia al 13º posto in campionato nonostante due vittorie.
Nel 1992 Dalmas, in coppia con Derek Warwick, si aggiudicò la vittoria nell'ultima stagione della storia della categoria, vincendo anche la 24 Ore di Le Mans. L'anno successivo il campionato fu cancellato a causa della scarsità di iscritti e Dalmas passò a competere nel campionato francese superturismo, chiudendolo in nona posizione; partecipò nuovamente alla 24 Ore di Le Mans con la Peugeot, conquistando il secondo posto assoluto insieme a Thierry Boutsen e Teo Fabi.
Nel 1994 il pilota francese continuò il suo impegno nel campionato francese superturismo, conquistando il quarto posto in classifica assoluta e tre vittorie. Partecipò anche alla edizione 1994 della 24 Ore di Le Mans, vincendola con una Dauer-Porsche 962LM in equipaggio con Hurley Haiwood e Mauro Baldi. Nel 1994 Dalmas tornò anche brevemente a gareggiare in Formula 1, disputando due gare come pilota pagante per la Larrousse. La scuderia era in grave crisi economica e Dalmas non riuscì a fare meglio di un quattordicesimo posto nel Gran Premio del Portogallo, sua ultima apparizione in Formula 1.
Nel 1995 Dalmas fu ingaggiato dal Team Joest per partecipare al DTM al volante di un Opel Calibra. La stagione fu piuttosto difficile e caratterizzata da diversi incidenti; Dalmas partecipò anche al parallelo campionato ITCC, senza far segnare migliori risultati. Molto più soddisfacente fu la partecipazione alla 24 Ore di Le Mans al volante della McLaren F1 GTR, che si concluse con la vittoria assoluta in equipaggio con Jyrki Järvilehto e Masanori Sekiya.
Nonostante i risultati deludenti della stagione precedente, nel 1996 Dalmas continuò a gareggiare nel DTM (reso serie internazionale e rinominato ITC), anche in questa occasione senza far segnare risultati degni di nota. Il pilota francese cominciò anche a disputare diverse gare su vetture sport, partecipando alla 24 Ore di Le Mans al volante di una Porsche 911 GT1 e conquistando la terza posizione assoluta in equipaggio con Karl Wendlinger e Scott Goodyear.
Nel 1997, con la chiusura del Campionato ITC, Dalmas passò al FIA GT, disputando la prima gara con il Team Roock ed il resto della stagione con la scuderia ufficiale Porsche, con la quale partecipò anche alla 24 Ore di Le Mans, non giungendo al traguardo. Prese inoltre parte alla 12 Ore di Sebring, vincendola al volante di una Ferrari 333 SP in equipaggio con Andy Evans, Fermin Velez e Stefan Johansson. Nel 1998 Dalmas continuò il suo impegno con la Porsche nel campionato FIA GT, chiudendo la stagione al quinto posto insieme al suo compagno Allan McNish. Le partecipazioni a corse di durata furono sfortunate, con il francese costretto al ritiro sia nella 24 Ore di Le Mans che nella 24 Ore di Daytona.
Nel 1999 la Porsche si ritirò dal FIA GT e Dalmas ridusse notevolmente la propria attività agonistica. Ingaggiato dalla BMW, prese parte alla 12 Ore di Sebring (dove si ritirò) e alla 24 Ore di Le Mans, che vinse per la quarta volta in carriera, insieme a Joachim Winkelhock e Pierluigi Martini al volante di una BMW V12 LMR.
Nel 2000 e nel 2001 Dalmas prese parte alla 24 Ore di Le Mans per il team Oreca, ritirandosi in entrambe le occasioni. Nel 2002 vi partecipò per l'ultima volta con un Audi del Team Goh, chiudendo la gara al settimo posto e ritirandosi in seguito dalle competizioni.

## Risultati completi in Formula 1
| 1987 | Scuderia  | Vettura |  |  |  |  |  |  |  |  |  |  |  |  |  |   |    |   |  | Punti | Pos. |
| ---- | --------- | ------- |  |  |  |  |  |  |  |  |  |  |  |  |  | - | -- | - |  | ----- | ---- |
| 1987 | Larrousse | LC87    |  |  |  |  |  |  |  |  |  |  |  |  |  | 9 | 14 | 5 |  | 0*    |      |

| 1988 | Scuderia  | Vettura |     |    |   |   |    |   |    |    |    |   |     |     |     |    |  |  |  | Punti | Pos. |
| ---- | --------- | ------- | --- | -- | - | - | -- | - | -- | -- | -- | - | --- | --- | --- | -- |  |  |  | ----- | ---- |
| 1988 | Larrousse | LC88    | Rit | 12 | 7 | 9 | NQ | 7 | 13 | 13 | 19 | 9 | Rit | Rit | Rit | 11 |  |  |  | 0     |      |

| 1989 | Scuderia      | Vettura           |    |     |    |    |    |    |  |     |     |     |     |     |     |     |     |     |  | Punti | Pos. |
| ---- | ------------- | ----------------- | -- | --- | -- | -- | -- | -- |  | --- | --- | --- | --- | --- | --- | --- | --- | --- |  | ----- | ---- |
| 1989 | Larrousse AGS | LC88B e LC89 JH24 | NQ | Rit | NQ | NQ | NQ | NQ |  | NPQ | NPQ | NPQ | NPQ | NPQ | NPQ | NPQ | NPQ | NPQ |  | 0     |      |

| 1990 | Scuderia | Vettura     |     |     |     |     |     |     |    |     |    |    |    |     |     |   |    |    |  | Punti | Pos. |
| ---- | -------- | ----------- | --- | --- | --- | --- | --- | --- | -- | --- | -- | -- | -- | --- | --- | - | -- | -- |  | ----- | ---- |
| 1990 | AGS      | JH24 e JH25 | NPQ | Rit | NPQ | NPQ | NPQ | NPQ | 17 | NPQ | NQ | NQ | NQ | Rit | Rit | 9 | NQ | NQ |  | 0     |      |

| 1994 | Scuderia  | Vettura |  |  |  |  |  |  |  |  |  |  |  |     |    |  |  |  |  | Punti | Pos. |
| ---- | --------- | ------- |  |  |  |  |  |  |  |  |  |  |  | --- | -- |  |  |  |  | ----- | ---- |
| 1994 | Larrousse | LH94    |  |  |  |  |  |  |  |  |  |  |  | Rit | 14 |  |  |  |  | 0     |      |

| Legenda | 1º posto     | 2º posto | 3º posto    | A punti         | Senza punti/Non class.  | Grassetto – Pole position Corsivo – Giro più veloce |
| Legenda | Squalificato | Ritirato | Non partito | Non qualificato | Solo prove/Terzo pilota | Grassetto – Pole position Corsivo – Giro più veloce |

* Avendo iscritto una sola vettura a inizio campionato, la Larrousse non poté contare i punti fatti segnare dalla seconda monoposto, non ritenuti validi nemmeno per la classifica piloti.